# یافتن منجی در معبد

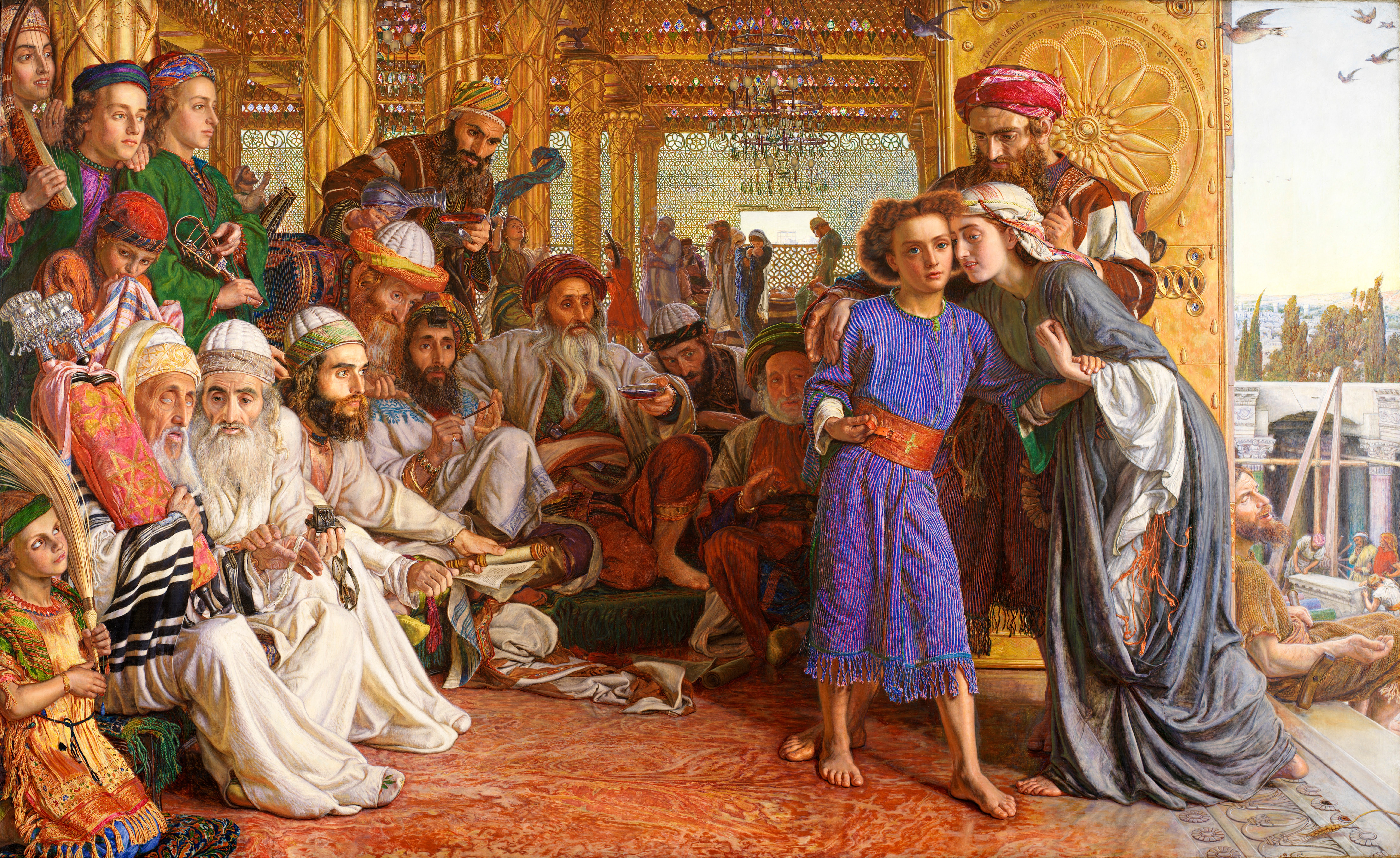
تابلوی یافتن منجی در معبد، اثر ویلیام هولمن هانت، بین سال‌های ۱۸۵۴ تا ۱۸۵۵ میلادی، کشیده شد.

یافتن منجی در معبد (به انگلیسی: The Finding of the Saviour in the Temple)، یکی از آثار برجستهٔ ویلیام هولمن هانت، نقاش انگلیسی پیش‌رافائلی است.
این تابلو یک رویداد مذهبی به نام «کشف در معبد» را به تصویر می‌کشد که از انجیل لوقا برداشت شده‌است. در این صحنه، یوسف و مریم پس از سه روز جستجو، عیسی نوجوان را در معبد اورشلیم پیدا می‌کنند که در حال بحث با پزشکان و علمای مذهبی یهودی است. در این اثر می‌توان به وضوح لباس‌ها، چهره‌ها و معماری معبد اورشلیم را با جزئیات کامل مشاهده کرد که از ویژگی‌های بارز آثار هانت است.
این تابلو اکنون در مالکیت موزه و نگارخانه هنر بیرمنگام قرار دارد.